# Cơm chiên kiểu Thái

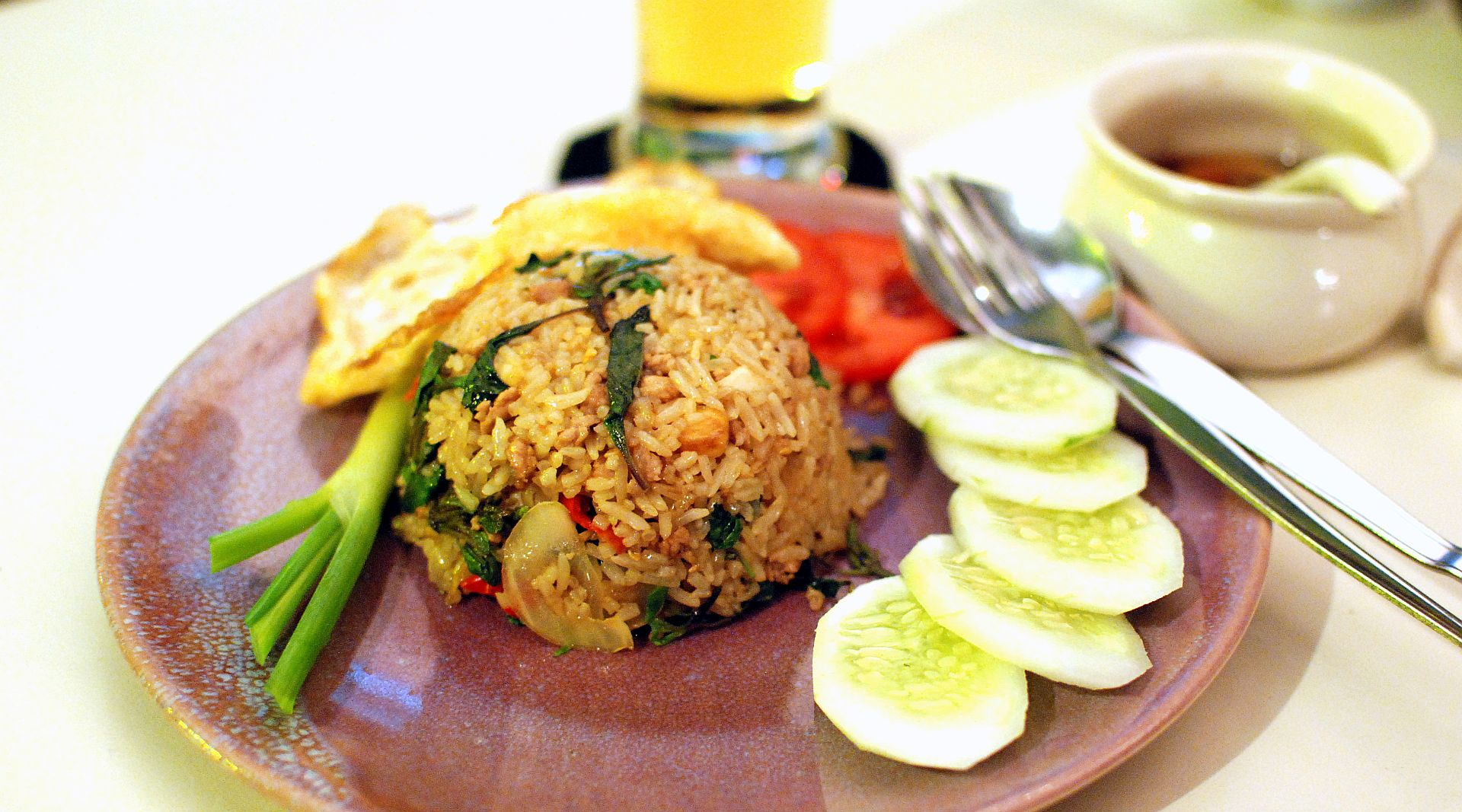
Khao phat kaphrao mu, cơm rang với hương nhu tía và thịt lợn

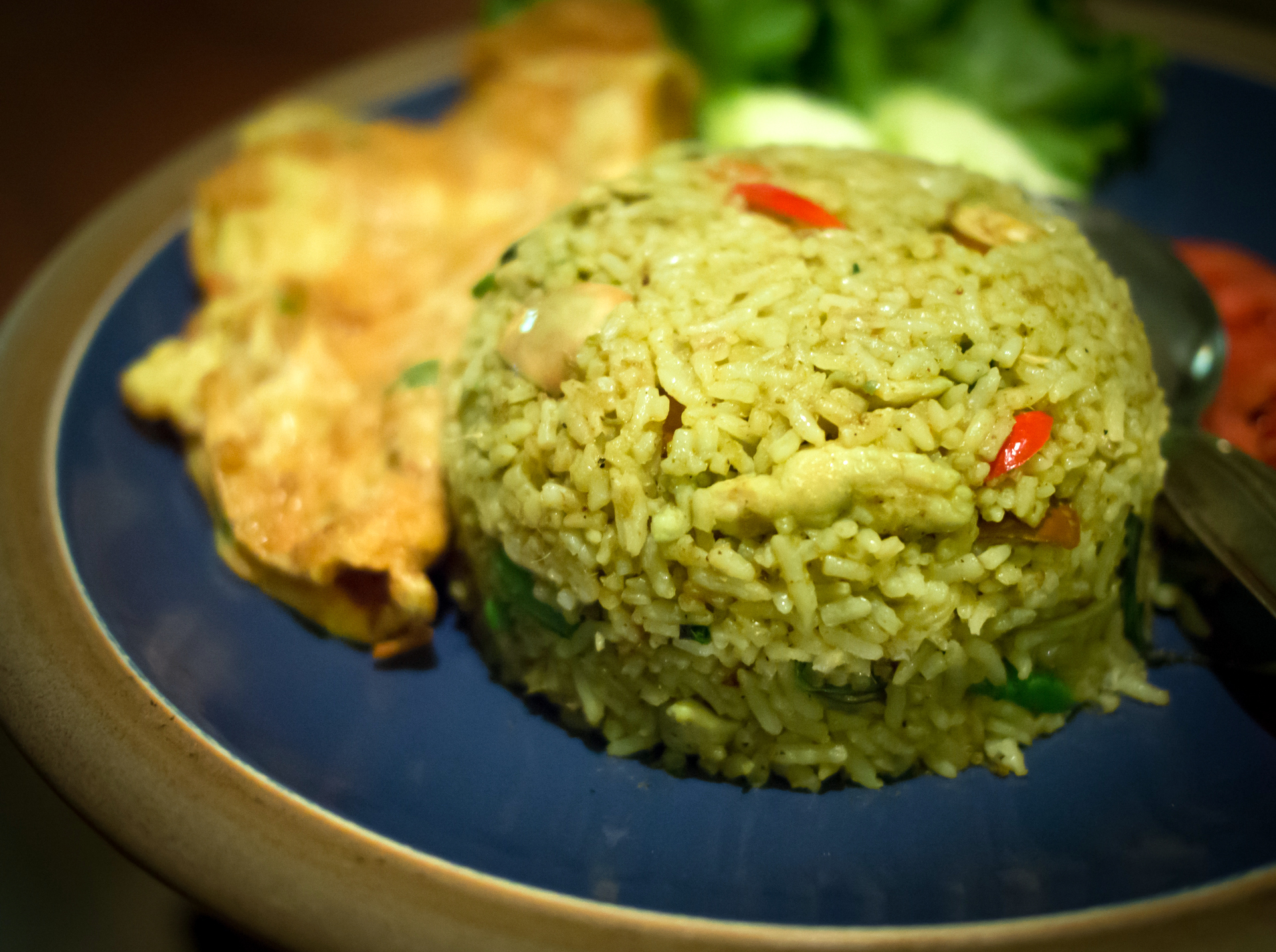
Khao phat kaeng khiao wan

Cơm chiên kiểu Thái (tiếng Thái: ข้าวผัด, RTGS: khao phat hoặc khao pad, tiếng Anh: Thai fried rice) là một món ăn trong ẩm thực Thái Lan. Món này là đặc sản của miền trung nước Thái, bao gồm cơm chiên kèm theo các loại thịt, rau củ và gia vị. Trong tiếng Thái, khao có nghĩa là "cơm" và phat có nghĩa là "xào".
Món này khác cơm chiên kiểu Trung Quốc ở việc dùng gạo thơm hoa nhài thay vì gạo hạt dài thông thường. Các nguyên liệu khác gồm có thịt, có thể là thịt gà, tôm hoặc cua, cùng với trứng, hành tây, tỏi. Trong quá trình chế biến, đầu bếp sẽ cho thêm nước tương, đường, muối, một ít tương ớt, nước mắm và xào đều tay trên lửa lớn. Phần cơm sau đó sẽ được bày ra đĩa và dùng kèm với dưa chuột, cà chua thái lát, chanh, hành lá, rau mùi và phrik nampla, một loại sốt cay làm từ ớt hiểm, tỏi băm, nước mắm, nước cốt chanh và đường.

## Biến thể
Cơm rang Thái có nhiều kiểu chế biến khác nhau, tùy vào vùng miền và cách sử dụng nguyên liệu. Dưới đây là một số biến thể:
- Khao phat mu (ข้าวผัดหมู) – cơm rang thịt lợn
- Khao phat kai (ข้าวผัดไก่) – cơm rang thịt gà[1]
- Khao phat thale (ข้าวผัดทะเล) – cơm rang hải sản
- Khao phat kung (ข้าวผัดกุ้ง) – cơm rang tôm
- Khao phat pu (ข้าวผัดปู) – cơm rang thịt cua[2]
- Khao phat pla krapong (ข้าวผัดปลากระป๋อง) – cơm rang với cá đóng hộp (cá thu hoặc cá mòi kèm sốt cà chua)
- Khao phat bekhon (ข้าวผัดเบคอน) – cơm rang thịt lợn muối xông khói
- Khao phat khai (ข้าวผัดไข่) – cơm rang trứng
- Khao phat kaphrao (ข้าวผัดกะเพรา) – cơm rang huơng nhu tía[3]
- Khao phat namliap (ข้าวผัดหนำเลี้ยบ) – cơm rang trám
- Khao phat sapparot (ข้าวผัดสับปะรด) – cơm rang dứa, một phiên bản trang trọng hơn là khao op sapparot (ข้าวอบสับปะรด): phần cơm được bày trong nửa quả dứa khoét rỗng, rắc thêm nho khô và hạt điều lên trên[4]
- Khao phat che (ข้าวผัดเจ) – cơm rang chay